# Rakovac (gmina Novi Grad)
Rakovac (cyr. Раковац) – wieś w Bośni i Hercegowinie, w Republice Serbskiej, w gminie Novi Grad. W 2013 roku liczyła 19 mieszkańców.